# Пинци, Джампьеро
Джампье́ро Пи́нци (итал. Giampiero Pinzi; 11 марта 1981, Рим) — итальянский футболист, игравший на позиции центрального полузащитника.

## Карьера
Джампьеро Пинци воспитанник клуба «Лацио». 2 ноября 1999 года он дебютировал в основном составе клуба в матче Лиги чемпионов против киевского «Динамо». В том же году Джампьеро выиграл Кубок Италии, в розыгрыше которого провёл 3 игры. В 2000 году он перешёл в «Удинезе» за 5,4 млн долларов. В первом сезоне он провёл в составе команды лишь 14 игр, но начиная с сезона 2000/01 стал регулярно выходить в стартовом составе команды. В сезоне 2004/05 полузащитник стал самым грубым игроком серии А, получив за сезон 13 желтых и 2 красные карточки, при этом, несколько стартовых матчей он пропустил из-за травм подколенного сухожилия и операции на хряще левого колена. В сезоне 2006/07 Пинци стал капитаном «Удинезе», но затем утратил этот статус из-за перелома ноги, полученного 27 сентября 2007 года, преследовавших его в следующем году. По окончании сезона футболист выразил желание покинуть клуб: «После семи лет в клубе у меня возникло большое желание попробовать что-то новое в другом городе. Об этом я уже сказал президенту».
21 августа 2008 года Пинци был арендован клубом «Кьево». В первом же сезоне он провёл в составе команды 34 игры и забил 1 мяч, исполняя в команде роль атакующего полузащитника и главного организатора атак клуба. 17 июня 2009 года, аренда футболиста была продлена ещё на сезон. Во втором своём сезоне в «Кьево» Джампьеро сыграл 32 игры и забил 3 гола. Летом 2010 года Пинци вернулся в «Удинезе», несмотря на интерес «Сампдории», «Торино» и «Малаги», а также желании «Кьево» оставить футболиста в своём составе.

## Международная карьера
Пинци был членом молодёжной сборной Италии, которая в 2004 году одержала победу на молодёжном чемпионате Европы, а сам футболист забил на турнире один гол — в полуфинальном матче с Португалией. В том же году он выиграл бронзовые медали на Олимпиаде. 30 марта 2005 года Пинци дебютировал в составе первой сборной в товарищеской игре с Исландией.

## Достижения
- Чемпион Италии (до 15 лет): 1993
- Обладатель Кубка Италии: 2000
- Чемпион Италии: 2000
- Чемпион Европы (до 21 года): 2004

## Награды
- Кавалер ордена «За заслуги перед Итальянской Республикой»: 27 сентября 2004 года